# Emil Ebers
Emil Ebers, född den 14 december 1807 i Breslau, död 1884 i Beuthen an der Oder, var en tysk målare.
Ebers studerade i Düsseldorf och började med att framställa scener ur smugglarlivet, vanligen med humoristisk uppfattning, men skildrade sedermera helst strandlivet vid Nordsjön, på vilket område han också lyckades bäst (Lotsbåten, Från ett skeppsvrak räddad kvinna med flera). I det historiska facket är han svagare. Ebers är representerad i Berlins nationalgalleri och flera tyska museer. 